# Sebastián Maz
Nelson Sebastián Maz Rosano (Durazno, 20 novembre 1984) è un ex calciatore uruguaiano, di ruolo attaccante.

## Caratteristiche tecniche
È un centravanti.

## Palmarès
- Campionato messicano di seconda divisione: 2

Necaxa: 2009-2010
León: 2011-2012
- Campionato messicano: 1

León: 2014 (C)